# Eldorado Merkoçi
Eldorado Merkoçi (Tirana, 6 gennaio 1978) è un ex calciatore albanese, di ruolo centrocampista.

## Carriera

### Nazionale
Ha collezionato 2 presenze con la nazionale albanese.

## Statistiche

### Presenze e reti nei club
Statistiche aggiornate al 14 ottobre 2007.
| Stagione        | Squadra          | Campionato      | Campionato | Campionato | Coppa nazionale | Coppa nazionale | Coppa nazionale | Coppe europee | Coppe europee | Coppe europee | Altre coppe | Altre coppe | Altre coppe | Totale | Totale |
| Stagione        | Squadra          | Comp            | Pres       | Reti       | Comp            | Pres            | Reti            | Comp          | Pres          | Reti          | Comp        | Pres        | Reti        | Pres   | Reti   |
| --------------- | ---------------- | --------------- | ---------- | ---------- | --------------- | --------------- | --------------- | ------------- | ------------- | ------------- | ----------- | ----------- | ----------- | ------ | ------ |
| 1994-1995       | Tirana           | KP              | 7          | 2          | CA              | 0               | 0               | -             | -             | -             | -           | -           | -           | 7      | 2      |
| 1995-1996       | Tirana           | KP              | 32         | 3          | CA              | 0               | 0               | CU            | 2             | 0             | -           | -           | -           | 34     | 3      |
| 1996-1997       | Tirana           | KP              | 15         | 3          | CA              | 0               | 0               | CU            | 2             | 0             | -           | -           | -           | 17     | 3      |
| 1997-1998       | Tirana           | KP              | 18         | 4          | CA              | 0               | 0               | -             | -             | -             | -           | -           | -           | 18     | 4      |
| 1998-1999       | Tirana           | KS              | 22         | 7          | CA              | 0               | 0               | -             | -             | -             | -           | -           | -           | 22     | 7      |
| 1999-2000       | Wörgl            | 2L              | 20         | 4          | CA              | 0               | 0               | -             | -             | -             | -           | -           | -           | 20     | 4      |
| 2000-2001       | Wörgl            | 2L              | 27         | 3          | CA              | 1               | 0               | -             | -             | -             | -           | -           | -           | 28     | 3      |
| Totale Wörgl    | Totale Wörgl     | Totale Wörgl    | 47         | 7          |                 | 1               | 0               |               | -             | -             |             | -           | -           | 48     | 7      |
| lug.-ago. 2001  | Vllaznia         | KS              | 0          | 0          | CA              | 0               | 0               | UCL           | 4             | 0             | -           | -           | -           | 4      | 0      |
| 2001-2002       | Tirana           | KS              | 24         | 7          | CA              | 0               | 0               | -             | -             | -             | SA          | 1           | 0           | 25     | 7      |
| 2002-gen. 2003  | Tirana           | KS              | 10         | 2          | CA              | 0               | 0               | CU            | 2             | 1             | SA          | 1           | 0           | 13     | 3      |
| gen.-giu. 2003  | Partizani Tirana | KS              | 9          | 2          | CA              | 0               | 0               | -             | -             | -             | -           | -           | -           | 9      | 2      |
| 2003-2004       | Tirana           | KS              | 26         | 8          | CA              | 0               | 0               | UCL           | 3             | 0             | -           | -           | -           | 29     | 8      |
| 2004-2005       | Tirana           | KS              | 28         | 3          | CA              | 1               | 0               | UCL           | 4             | 0             | SA          | 1           | 0           | 34     | 3      |
| 2005-2006       | Tirana           | KS              | 29         | 1          | CA              | 1               | 0               | UCL           | 3             | 0             | SA          | 1           | 0           | 34     | 1      |
| 2006-gen. 2007  | Tirana           | KS              | 6          | 0          | CA              | 0               | 0               | CU            | 2             | 1             | -           | -           | -           | 8      | 1      |
| gen.-giu. 2007  | Elbasani         | KS              | 15         | 3          | CA              | 0               | 0               | -             | -             | -             | -           | -           | -           | 15     | 3      |
| 2007-2008       | Tirana           | KS              | 5          | 0          | CA              | 0               | 0               | UCL           | 2             | 0             | -           | -           | -           | 7      | 0      |
| Totale Tirana   | Totale Tirana    | Totale Tirana   | 222        | 40         |                 | 2               | 0               |               | 20            | 2             |             | 4           | 0           | 248    | 42     |
| Totale carriera | Totale carriera  | Totale carriera | 293        | 52         |                 | 3               | 0               |               | 24            | 2             |             | 4           | 0           | 324    | 54     |